# Гейнзиус, Антоний
Антоний Гейнзиус (нид. Anthonie Heinsius; 22 ноября 1641, Делфт — 3 августа 1720, Гаага)  — нидерландский дипломат, государственный деятель.

## Биография
Родился в зажиточной патрицианской семье Адриана Гейнзиуса.
Окончил юридический факультет в Лейденского университета. По некоторым сведениям, изучал право в Орлеане.
В 1679 году стал пенсионарием (бургомистром) Делфта.
В 1682 году возглавлял дипломатическую миссию во Францию и с тех пор стал заклятым врагом этой страны.
Примкнув к штатгальтерской партии, в 1687 году стал посланником в Англии.
В 1688 году занял пост великого пенсионария Голландии. В этой должности горячо поддерживал политику Вильгельма III Оранского и пользовался большим влиянием, которое сохранил и после смерти Вильгельма III, причём оно простиралось и за пределы его родины: играл важную роль в европейской политике.
Вероятно, в 1697 году с Гейнзиусом, будучи в составе Великого посольства, встречался Пётр I.
В Войне за испанское наследство был душой коалиции против Франции и вместе с принцем Евгением Савойским и герцогом Мальборо составлял известный в то время «триумвират». Благодаря Гейнзиусу, Голландия извлекла из Утрехтского мира значительные выгоды, но громадные военные издержки истощили финансовые ресурсы Голландии, да и сами результаты казались многим несоответствующими тому напряжению, которого стоила Голландии эта борьба, поэтому у Гейнзиуса появилось много врагов, и в последние годы его жизни общественное мнение было против него.

## Дипломатическая переписка
Важная для истории своего времени дипломатическая переписка Гейнзиуса была издана Г. И. Геймом: Het archief van den raadpensionaris Anthonie Heinsius. — Den Haag, 1867—1880.